# ランスティングヴェルムランド
ランスティングヴェルムランド (Landstinget Värmland) はヴェルムランド県の公衆衛生と医療を主に担当するランスティングである。ランスティング議会(landstingsfullmäktige)の定数は81名。会派は中央の議会に議席を有する8政党と、地元政党の看護・医療党で構成されている。